# Thrills, Kills & Sunday Pills
Thrills, Kills & Sunday Pills é o quarto álbum de estúdio da banda Grinspoon, lançado a 20 de Setembro de 2004.

## Faixas
1. "Hard Act to Follow" – 3:27
2. "Hold on Me" – 2:45
3. "Choke" – 4:27
4. "Bleed You Dry" – 3:26
5. "Enemy" – 4:48
6. "Rising Tide" – 4:23
7. "Better Off Alone" – 3:53
8. "Kiss It" – 3:49
9. "She's Leaving Tuesday" – 4:00
10. "Nylon" – 3:37
11. "Hideaway" – 3:39
12. "Replacements" – 4:26

## Créditos
- Phil Jamieson - Vocal
- Pat Davern - Guitarra
- Joe Hansen - Baixo
- Kristian Hopes - Bateria